# 百樂飯店
百樂飯店是上海市的一座歷史建築，位於黃浦區九江路219號。這棟建築建於1928年，原為聖三一堂的教會學校。後來曾被上海市同仁醫院、百樂飯店等單位使用。 1949年後，該建築一度成為黃浦區人民政府。現在該建築被中國基督教協會使用。 2005年，百樂飯店被列入第四批上海市優秀歷史建築。